# 이흥복
이흥복(1946년 ~)은 법원장을 역임한 법조인이다.

## 생애
이흥복은 1946년 충청남도 천안시에서 태어나 천안고등학교와 연세대학교 법학과를 졸업하였다. 1971년 제13회 사법시험에 합격하여 사법연수원 3기를 수료하고 1973년 판사에 임용되어 1984년까지 청주지방법원 청주지방법원 충주지원 서울지방법원 의정부지원 서울형사지방법원 서울민사지방법원 대구고등법원 대구고등법원 서울고등법원에서  판사를 하였다. 
이후 1986년 대법원 재판연구관 1987년 대전지방법원 강경지원 지원장을 거쳐 1990년부터 1998년까지  인천지방법원(1990년) 서울지방법원 남부지원(1991년) 서울형사지방법원(1992년) 부산고등법원(1994년) 수원지방법원(1997년) 서울고등법원(1998년)에서 부장판사에 임명되어 재판장을 하였으며 1999년에는 방송통신위원회 위원에 임명되었으며 2003년에 국가인권위원회 비상임위원을 맡으면서 양평군에서 주민들을 위한 무료 법률상담을 했다.
방송통신위원회 위원 임기를 마치고 2003년에 법원장으로 승진하여 제주지방법원장에 임명되었으나 제주지방법원 청사 내에 있는 광주고등법원 제주부 부장판사를 겸임하였다. 제주지방법원장에 재직할 때 제주지방법원 형사합의부 재판장이 "전 현직 제주지사와 그들은 따르는 일부 도민들이 첨예하게 대립하는 상황이어서 선고가 되더라도 또 다른 오해를 사고 재판결과를 왜곡할 수 있다고 판단했다”며“보다 공정하고 엄정한 판결을 위해 재판 회피신청"을 하여 이례적으로 제주지방법원장이 공직선거법 위반 사건 1심 재판장을 맡기도 했다.
이후 수원지방법원 서울중앙지방법원 부산고등법원 대전고등법원 특허법원에서 법원장을 역임하였다.  부산고등법원장에 취임할 때 "국민을 위한 사법을 지향하는 여러 방안을 마련해 실행하고 있지만 사법부의 개혁과 변화를 요구하는 목소리가 여전히 높다"면서 "사법권과 사법서비스가 공급자인 법원이 아닌 수요자인 국민의 입장에서 행사되고 제공할 수 있도록 노력하자"고 했다.
2006년 2월 법원 정기 인사를 맞아서 공직에서 물러나 법무법인 서정 대표 변호사를 하였다. 2008년 2월 이명박 대통령 당선인의 BBK 관련 의혹에 대한 수사를 위한 특별검사 후보로 정호영 (법조인)과 함께 이용훈 대법원장에 의해 추천되었으나 노무현 대통령에 의해 지명되지 않았다.

## 주요 판결
서울형사지방법원 항소2부 재판장으로 재직하던 1993년 11월 20일에 반국가행위자 처벌에 관한 특별조치법 위반죄로 1심에서 징역7년 자격정지7년을 선고받았으나 상소권 제한 규정에 따라 항소하지 못했던 김형욱 전 중앙정보부장의 부인이 낸 상소권 회복청구 항고 사건에서 "헌법재판소가 반국가법의 상소권제한 조항에 대해 위헌 결정을 하였다"는 이유로 인용했다.
부산고등법원 제2특별부 재판장으로 재직하던 1996년 11월 21일에 자신의 오토바이로 출근하다 사내 도로에 쌓인 자재에 부딪혀 중상을 입은 현대정공 노동자가 근로복지공단을 상대로 요양 불승인 처분 취소청구소송에서 "노동자가 자기의 교통수단으로 출근하더라도 일단 사업장 시설에 도착해
사용자의 지배 관리권이 미치는 영역 안으로 들어왔다면 이후 통근과정에서의 재해는 업무상 재해"라며 원고승소 판결했다.
수원지방법원 민사합의30부 재판장으로 재직하던 1997년 9월 30일에 참여민주사회시민연대가 이재용과 삼성전자 등을 상대로 제기한 전환사채 처분금지 가처분 신청 사건에서 "삼성 측이 증권거래법 개정되기 직전에 사모사채를 발행함으로써 기존 주주가 보유하고 있는 주식의 가치를 하락시킨 점이 인정된다"며 원고 승소판결했지만 결정 하루 전에 이미 전환사채를 주식으로 전환해 법원의 결정은 효력이 없어졌다.
서울고등법원 형사1부 재판장으로 재직하던 2002년 1월 4일에 민족민주혁명당에 가입해 활동하여 1심에서 징역2년 집행유예3년이 선고된 한모씨에 대해 "긴급한 증거보전 필요성에 따라 한씨와 민혁당원 이모씨의 회합현장을 영장없이 촬영했다고 주장하지만 대공수사라고 해서 형사소송법상의 증거법칙 요건 완화나 예외를 허용할 수 없다"며 검찰의 항소를 기각하면서 징역1년 집행유예2년을 선고했다.
서울고등법원 형사10부 재판장으로 재직하던 2002년 12월 3일에 경찰청 사직동팀이 작성한
옷로비 사건의 내사 보고서를 받아 신동아그룹 박시언 부회장에게 전달한 혐의로 1심에서 징역1년 집행유예2년을 선고받은 김태정 전 법무부 장관에 대해 "박주선 법무비서관으로부터 취득한 내사 보고서는 친분을 통해 입수한 것일뿐 직무를 이용해 취득한 것으로 보기 힘들다"며 무죄를 선고했다. 2003년 1월 14일 16대 총선을 앞두고 지역구민을 상대로 산악회 모임을 열어 사전선거운동을 벌인 혐의로 1심에서 벌금 500만원을 선고받은 김영배 의원에 대한 항소심 선고공판에서 벌금 700만원을 선고했다. 1월 28일 공직선거법 위반 혐의로 불구속기소된 한나라당 김윤식 의원에 대하여 1심에서 선고한 벌금 1000만원이 무겁지 않다고 그대로 선고했다.